# Izštekani na Valu 202
Izštekani na Valu 202 je drugi album v živo skupine Niet in njihov šesti album. Izšel leta 2008 pri založbi ZKP RTV Slovenija. Posnet je bil v sklopu oddaje Izštekani Jureta Longyke 14. novembra 2008. V škatli se nahajata CD z avdio posnetki in DVD z videoposnetki pesmi. Kljub imenu oddaje so se izvajalci in Longyka strinjali, da bodo uporabili električno kitaro, češ da je ta značilna za skupino.

## Seznam pesmi
1. »Perspektive« – 2:28
2. »Melanholija« – 2:19
3. »Ritem človeštva« – 2:44
4. »Molk« – 2:32
5. »Vsak dan se kaj lepega začne« – 4:03
6. »Depresija« – 4:21
7. »Tvoje oči« – 3:09
8. »Strah in krik« – 3:02
9. »Ruski vohun« – 4:28
10. »Izobčeni – 3:03
11. »Sam« – 3:32
12. »Februar« – 4:08
13. »Bil je maj« – 3:42
14. »Vijolice« – 4:26
15. »Lep dan za smrt« – 6:31

## Sodelujoči

### Niet
- Borut Marolt — vokal
- Aleš Češnovar — bas kitara, spremljevalni vokal
- Igor Dernovšek — kitara
- Robert Likar — kitara
- Tomaž Bergant – Breht — bobni

### Ostali glasbeniki
- Borut Činč — klavir
- Polona Češarek — prva violina
- Andreja Jamšek — druga violina
- Irena Uršič — viola
- Marjeta Skoberne — violončelo